# Coronilla glauca
Coronilla glauca (đồng danh: C. valentina subsp. glauca) là loài cây bụi thường xanh có hoa màu vàng. Linnaeus đã quan sát và thấy rằng ban ngày hoa của loài này tỏa hương rất mạnh nhưng buổi tối gần như không có mùi hương. Đây là loài bản địa của vùng Địa Trung Hải.

## Hình ảnh

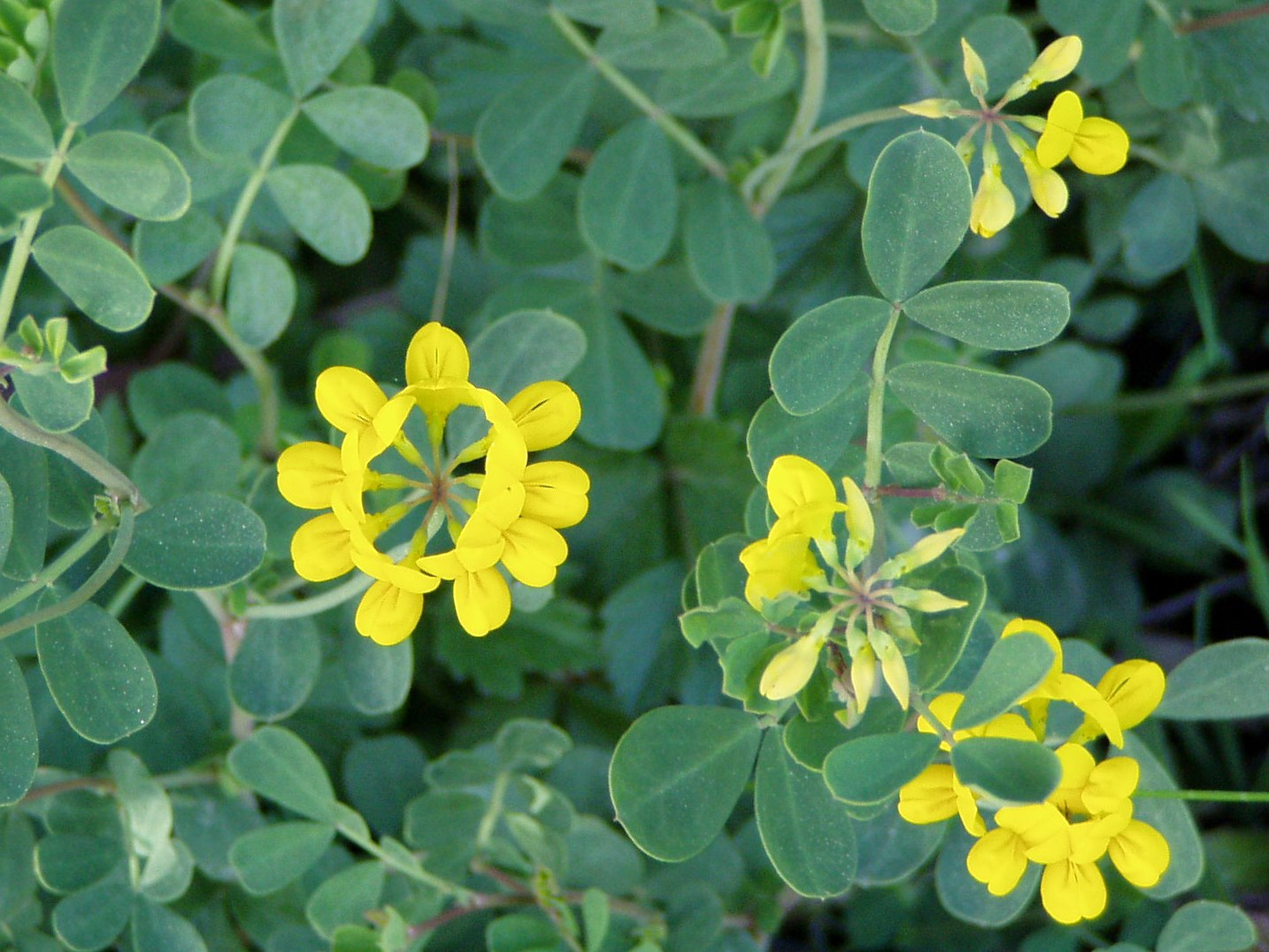
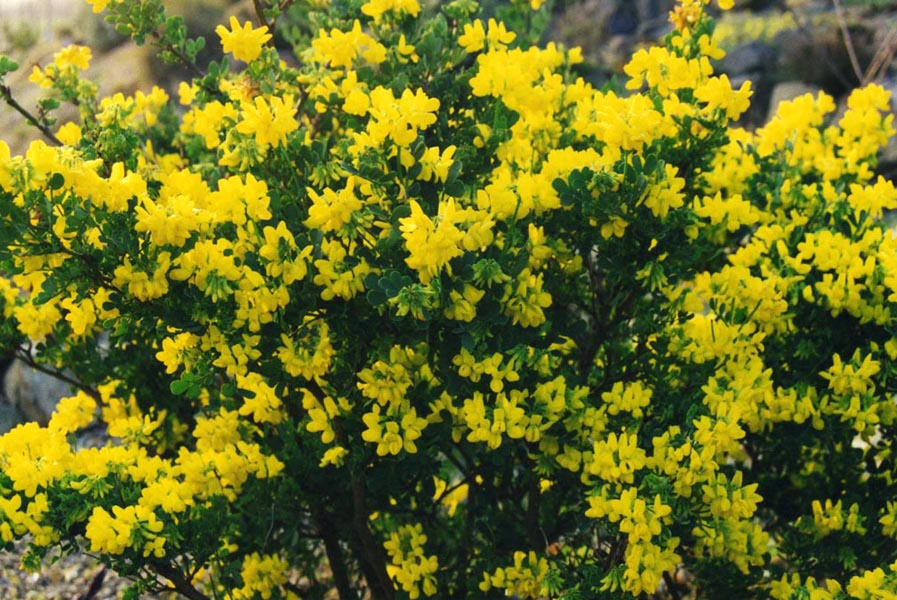
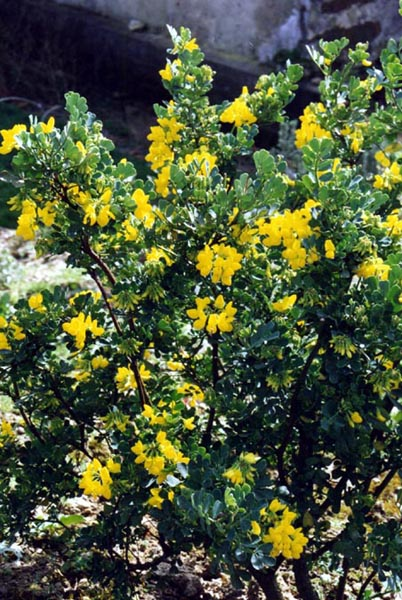
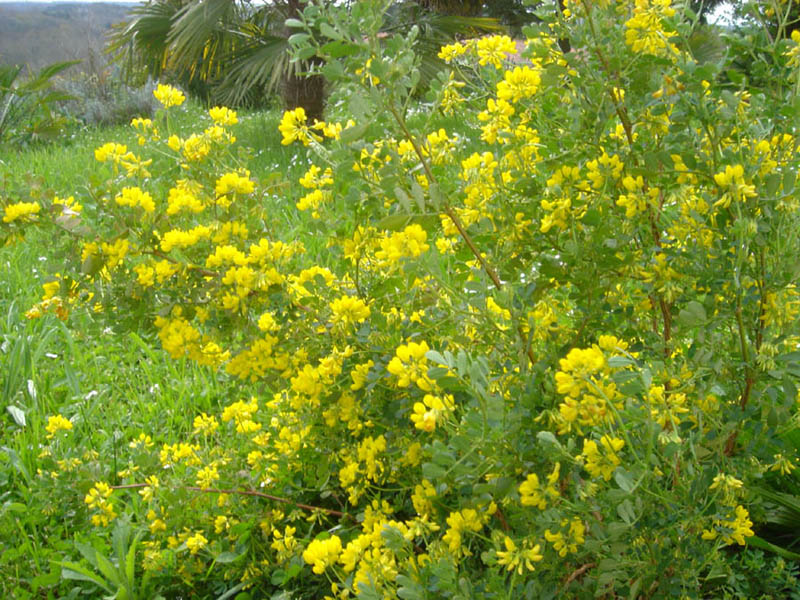